# Amala (álbum)
Amala es el primer álbum de la rapera y cantante estadounidense Doja Cat, lanzado el 30 de marzo de 2018 a través de Kemosabe Records y RCA Records. El álbum cuenta con las apariciones especiales de Konshens y Rico Nasty. Amala cuenta con una versión de lujo que fue lanzada el 1 de marzo de 2019. De acuerdo con las lista Rolling Stone Top 200, el álbum vendió más de 74,800 unidades combinadas en Estados Unidos durante su lanzamiento y alcanzó el puesto número 95 en la lista.

## Antecedentes y lanzamiento
El 27 de marzo de 2018, el sello de Doja Cat anunció el álbum a través de su Twitter. Además de anunciar la fecha de lanzamiento del álbum, también revelaron el título del proyecto y su portada.
Su discográfica afirmó que el álbum «desbloquea un mundo dulcemente sexy con la banda sonora de hip-hop salvaje, el pop retorcido y el R&B ahumado. Afirmando un dominio felino, su carisma, encanto y confianza sin complejos se convierten inmediatamente en el centro del escenario».

## Promoción

### Sencillos
El primer sencillo del álbum, titulado «Roll with Us», fue lanzado el 1 de febrero de 2018. El segundo sencillo del álbum, titulado «Go to Town», fue lanzado el 9 de marzo de 2018 junto con un video musical. El 23 de marzo se lanzó «Candy» como tercer sencillo. La canción «Mooo!» fue lanzada el 10 de agosto de 2018 junto con un video musical como un sencillo sin pertenecer al álbum, pero más tarde se anunció como sencillo de la edición de lujo del álbum.
Más tarde fue lanzada la canción «Tia Tamera» el 31 de enero de 2019, también incluida en la edición de lujo del álbum en colaboración con la rapera estadounidense Rico Nasty, su video musical fue lanzado el 21 de febrero de 2019. El quinto sencillo «Juicy», se lanzó originalmente el 1 de marzo de 2019 para edición de lujo de Amala. El 15 de agosto de 2019 se lanzó una nueva versión de la canción con el rapero estadounidense Tyga como sencillo acompañada de un video musical, esta versión se incluyó en el segundo álbum de estudio de Doja Cat, Hot Pink (2019).

## Recepción de la crítica
Clasificándolo entre sus álbumes favoritos de la primera mitad de 2018, NPR describió Amala como una "colección de 13 pistas de Bubblegum pop, hip-hop e indie pop" y "manifiesto de una joven que se esfuerza por adueñarse de su oficio, su imagen y su sexualidad, mezclando géneros como dancehall, trap, house y R&B con una buena dosis de descaro y humor."

## Lista de canciones
Lista adaptada de Tidal.

| N.º | Título                            | Escritor(es)                                                               | Productor(es)                                | Duración |  |
| 1.  | «Go to Town»                      | Amala Zandile Dlamini, tizhimself, Rian Lewis, Rogét Chahayed y Yeti Beats | Yeti Beats y tizhimself                      | 3:37     |  |
| 2.  | «Cookie Jar»                      | Dlamini, Rogét Chahayed, Yeti Beats, Jon Millis y Kurtis McKenzie          | Rogét Chahayed, Yeti Beats y Kurtis McKenzie | 3:19     |  |
| 3.  | «Roll with Us»                    | Dlamini, Rogét Chahayed, Yeti Beats y tizhimslef                           | Yeti Beats, tizhimself y Rogét Chahayed      | 3:00     |  |
| 4.  | «Wine Pon You» (junto a Konshens) | Dlamini, Garfield Delano Spence, Troy NōKA y Yeti Beats                    | Yeti Beats                                   | 3:39     |  |
| 5.  | «Fancy»                           | Dlamini y Yeti Beats                                                       | Yeti Beats y Doja Cat                        | 2:59     |  |
| 6.  | «Wild Beach»                      | Dlamini, Dezi Paige, Mike 100, Troy NōKA y Yeti Beats                      | Troy NōKA y Yeti Beats                       | 3:24     |  |
| 7.  | «Morning Light»                   | Dlamini y Yeti Beats                                                       | Cambo, Yeti Beats y Cameron Bartolini        | 3:59     |  |
| 8.  | «Candy»                           | Dlamini, Budo, Cameron Bartolini y Yeti Beats                              | Budo, Cambo y Yeti Beats                     | 3:10     |  |
| 9.  | «Game»                            | Dlamini, Adrian X, Yeti Beats y Cameron Bartolini                          | Yeti Beats y Adrian X                        | 3:15     |  |
| 10. | «Casual»                          | Dlamini, Los Hendrix, Troy NōKA y Yeti Beats                               | Troy NōKA y Yeti Beats                       | 4:00     |  |
| 11. | «Down Low»                        | Dlamini, Alizzz y Cameron Bartolini                                        | Cambo y Alizzz                               | 3:31     |  |
| 12. | «Body Language»                   | Dlamini, Cameron Bartolini y Richie Beats                                  | Richie Beats y Cambo                         | 4:05     |  |
| 13. | «All Nighter»                     | Dlamini y Yeti Beats                                                       | Yeti Beats y Doja Cat                        | 3:13     |  |

| Amala — Versión de lujo (canciones extra) |                                   |                                                                                             |                            |          |  |
| N.º                                       | Título                            | Escritor(es)                                                                                | Productor(es)              | Duración |  |
| 14.                                       | «Juicy»                           | Dlamini, Lydia Asrat, Lukasz Gottwald y Yeti Beats                                          | Yeti Beats y Tyson Trax    | 3:20     |  |
| 15.                                       | «Tia Tamera» (junto a Rico Nasty) | Dlamini, Maria-Cecilia Simone Kelly, Lydia Asrat, Kurtis McKenzie y Yeti Beats              | Doja Cat y Kurtis McKenzie | 3:32     |  |
| 16.                                       | «Mooo!»                           | Dlamini, Pharrell Williams, Mystikal, Yeti Beats, Lil Jon, I-20, KLC, Chad Hugo y Troy NōKA | Doja Cat y Troy NōKA       | 4:45     |  |
| 56:10                                     |                                   |                                                                                             |                            |          |  |

## Posicionamiento en listas
| Lista (2019)                           | Mejor posición |
| -------------------------------------- | -------------- |
| Australia Hitseekers (ARIA)            | 12             |
| Estados Unidos (Billboard 200)         | 138            |
| Estados Unidos (Rolling Stone Top 200) | 95             |

## Historial de lanzamiento
| Región | Fecha               | Versión  | Formato(s)                  | Discográfica                  | Ref.   |
| ------ | ------------------- | -------- | --------------------------- | ----------------------------- | ------ |
| Varios | 30 de marzo de 2018 | Estándar | Descarga digital, Streaming | Kemosabe Records, RCA Records | [ 15 ] |
| Varios | 1 de marzo de 2019  | De lujo  | Descarga digital, Streaming | Kemosabe Records, RCA Records | [ 16 ] |